# Annastraat (Delft)
De Annastraat is een straat in het centrum van de stad Delft, in de Nederlandse provincie Zuid-Holland. De straat loopt vanaf de Kolk, Geerweg en de Voorstraat naar de Wateringsevest. Zijstraten van de Annastraat zijn de Buitenboorgerd, Koningsplein (deze kruist de Annastraat) en de Annageer. De Annastraat is ca. 180 meter lang. Aan deze eeuwenoude straat bevinden zich een aantal gemeentelijke monumenten (op nummer 2, 29, 31, 31A en 47).

## Geschiedenis
De Annastraat ontleent zijn naam aan het voormalige Sint-Annaklooster. Rond 1965 zat aan de Annastraat ook het Sint Joris Gasthuis, dat bestond uit diverse gebouwen. De vroegere kapel hiervan zit nog steeds aan het Noordeinde, welke ligt achter de Annastraat.
Op de hoek Geerstraat en Annastraat kocht Abraham Klapwijk in 1818 een boerderij annex melkhandel die er bijna honderd jaar heeft gezeten. Eind 1917 ging de zaak failliet, nadat het bedrijf in handen kwam van achterkleinzoon Johannes.

## Fotogalerij

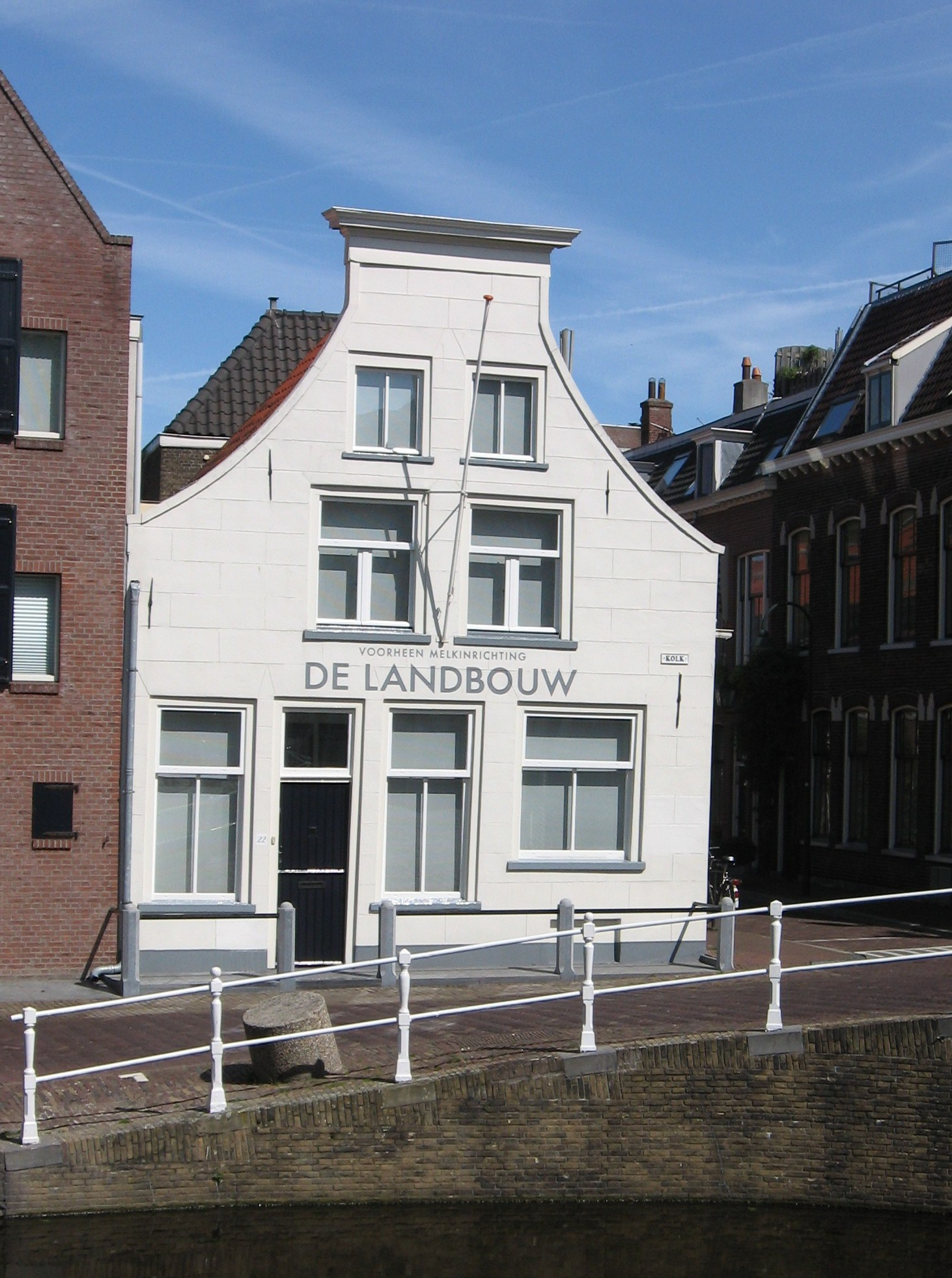
Kolk hoek Annastraat met het pand "De Landbouw" wat voorheen een melkinrichting was (rijksmonument).